# Antrodemus valens

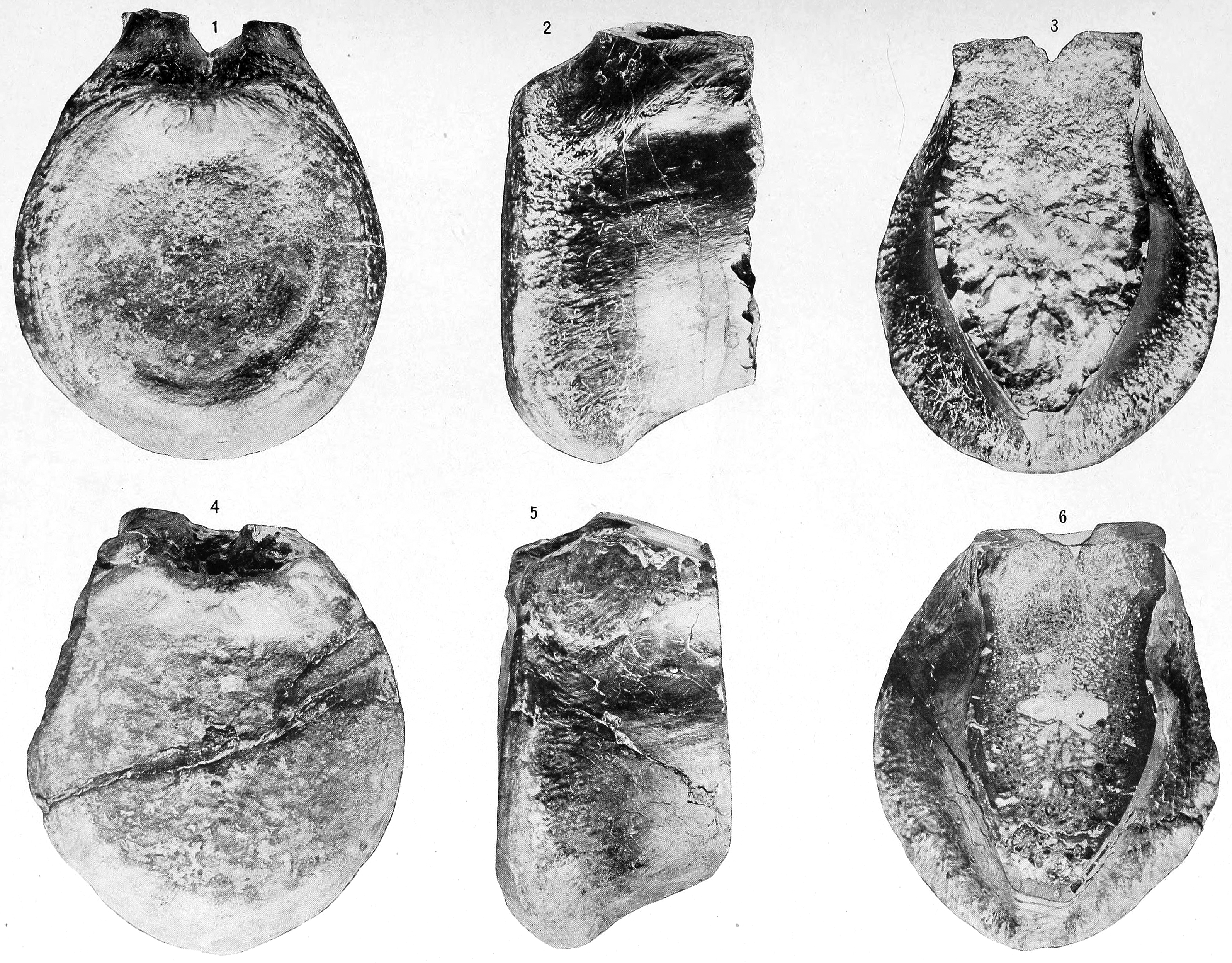
Resti di Antrodemus

L'antrodema (Antrodemus valens) è un dinosauro noto soprattutto per essere stato il primo grande dinosauro carnivoro del Giurassico superiore americano ad essere scoperto.
Creato sulla base di un frammento di vertebra caudale incavata descritto nel 1870, il genere Antrodemus è con tutta probabilità identico al ben più noto Allosaurus, scoperto solo in un secondo tempo (1877). Per via della scarsità di informazioni che abbiamo ad oggi, l'Antrodemus viene considerato un nomen dubium.